# Pracówka
Pracówka – niestandaryzowana część wsi Żohatyn w Polsce, położona w województwie podkarpackim, w powiecie przemyskim, w gminie Bircza.
W latach 1975–1998 miejscowość administracyjnie należała do województwa przemyskiego.

## Historia
Dawniej Pracówka stanowiła obszar dworski w powiecie birczańskim, a zatem odrębną jednostkę administracyjną w Galicji, liczącą w 1869 roku 7 mieszkańców; także sąsiednia gmina jednostkowa nazywała się w 1874 Żohatyn und Pracówka.  Następnie Pracówkę określano już jako grupę domów w Żohatynie w powiecie dobromilskim.
W latach międzywojennych w zamieszkanej przez Polaków Pracówce wybudowano murowany kościół, identyczny jak w Ropience.